# Neuer Kamp

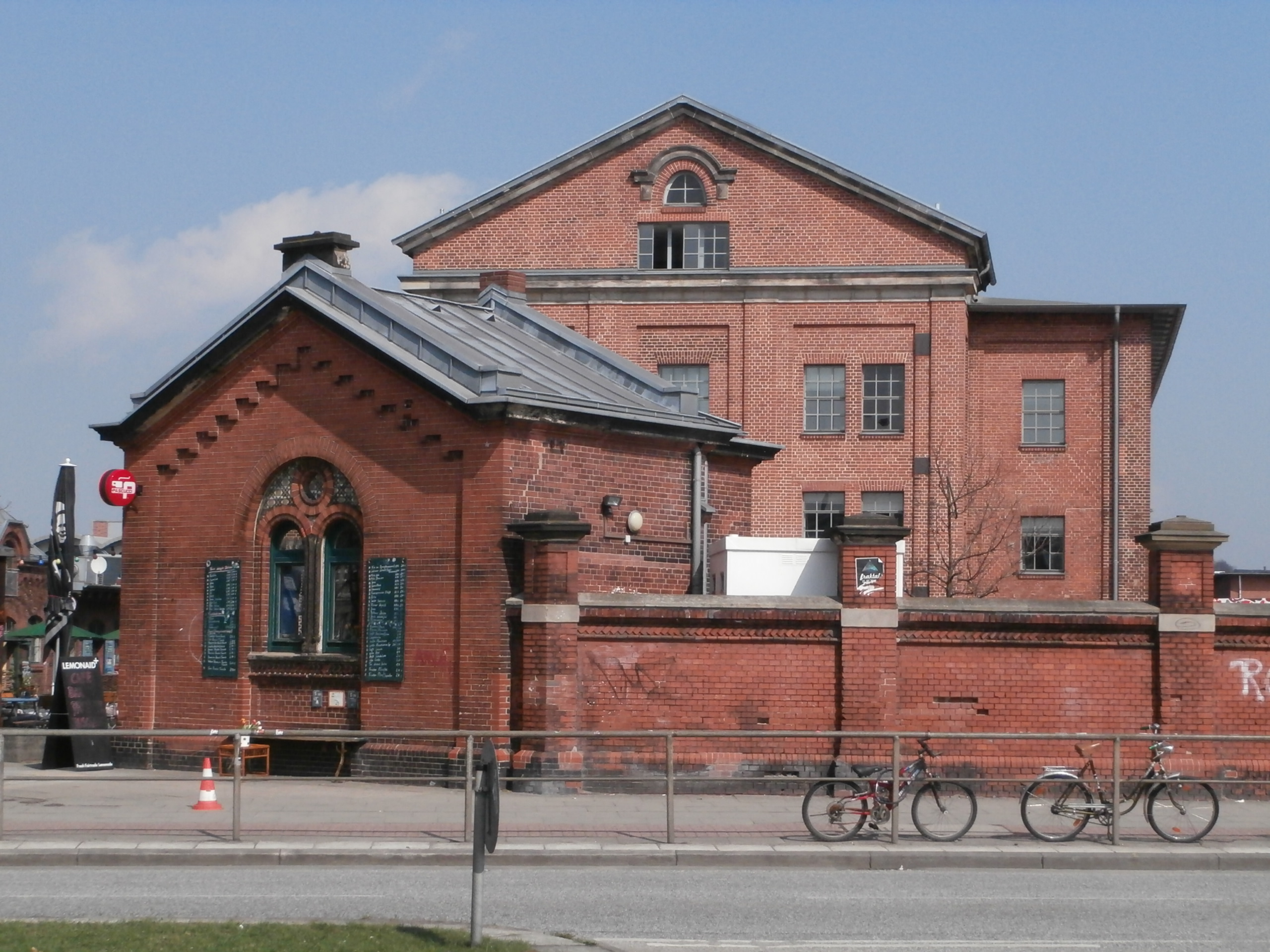
Pförtnerhaus auf dem Gelände des ehemaligen Schlachthofes in Hamburg

Die Straße Neuer Kamp liegt im Hamburger Karolinenviertel. Sie gehört zu zwei Stadtteilen: die nördliche Straßenseite mit Ausnahme des ehemaligen Schlachthofgeländes zur Sternschanze im Bezirk Altona und der verbleibende Teil zu St. Pauli im Bezirk Mitte. Begrenzt wird die Straße vom Neuen Pferdemarkt (Lage) und der Feldstraße (Lage). Sie ist Teil des Hauptverkehrsstraßennetzes von Hamburg. Ihren Namen erhielt sie in der ersten Hälfte des 19. Jahrhunderts. Es handelt sich dabei um eine Flurbezeichnung, abgeleitet von dem Wort Kamp für Feld. 
An der Straße Neuer Kamp befinden sich mehrere einst zum Hamburger Schlachthof gehörende Gebäude, die unter Denkmalschutz stehen. Eines von ihnen ist die Rindermarkthalle Hamburg. Die dem Schlachthofgelände gegenüberliegende Straßenseite wird geprägt durch Etagenhäuser aus dem 19. Jahrhundert. 
Seit dem Beginn des 21. Jahrhunderts ist der Musikclub Knust in der Straße Neuer Kamp ansässig. Beheimatet ist dort auch das Atelier der Schlumper.  